# بيلووموت
بيلووموت (بالروسية: Белоомут) هي مدينة في مقاطعة موسكو أوبلاست في روسيا. يبلغ عدد سكانها حوالي 6595 نسمة.

## السكان
6,558 (إحصاء 2010)،
7,029 (إحصاء 2002)،
8,305 (إحصاء 1989).